# Guilty (álbum de Blue)
Guilty é o terceiro álbum de estúdio da boy band inglesa Blue. Foi lançado em 3 de novembro de 2003 no Reino Unido e em 25 de novembro nos Estados Unidos. Ele estreou no número um no UK Singles Chart após seu lançamento, e foi certificado 2x Platina em dezembro de 2003.
O álbum foi particularmente bem sucedido no Reino Unido, Europa, Japão e Nova Zelândia, e vendeu mais de 2,5 milhões de cópias em todo o mundo. "Guilty", "Signed, Sealed, Delivered I'm Yours", "Breathe Easy" e "Bubblin'" foram lançados como singles do álbum. "Guilty", co-escrita por Gary Barlow, foi o single de maior sucesso do álbum, chegando ao segundo lugar no Reino Unido.

## Singles do álbum
- "Guilty" - O single de estreia, lançado em outubro de 2003. O single alcançou a posição número 2 no UK Singles Chart, No. 29 no Australian Top 40 (na Australia), no No. 14 na Nova Zelândia e No. 6 na Irlanda. A canção recebeu um certificado de status de vendas de prata por vendas de mais de 200.000 cópias no Reino Unido.
- "Signed, Sealed, Delivered I'm Yours" - O segundo single, lançado em dezembro de 2003, com vocais convidados de Stevie Wonder e Angie Stone. A música é uma versão cover do hit número um de Stevie. O single alcançou a 11ª posição na UK Singles Chart, a 31ª posição no Top 100 da Austrália, a 22ª posição na Nova Zelândia e a 17ª posição na Irlanda.
- "The Gift" - Um single japonês alternativo a "Signed, Sealed, Delivered I'm Yours", apresentando a dita faixa como um lado B. "The Gift" só aparece na versão japonesa de Guilty. O single alcançou a posição número 3 no Japan Hot 100. Um videoclipe foi gravado e incluído na edição japonesa da coletânea 4Ever Blue.
- "Breathe Easy" - O terceiro single, lançado em março de 2004. O single alcançou a 4ª posição no UK Singles Chart. A canção foi produzida pelos produtores multi-platina DEEKAY e co-escrita por Lee Ryan, Lars Halvor Jensen e Michael Martin Larsson. A canção recebeu a certificação de bronze por vendas de mais de 100.000 cópias no Reino Unido. Na Itália, uma versão em italiano da canção, "A Chi Mi Dice", foi lançada como single.
- "Bubblin '" - O quarto e último single, lançado em junho de 2004. O single alcançou a 9ª posição no UK Singles Chart. A versão single de "Bubblin'" traz os vocais de L.A.D.E. Na França, uma versão em francês da canção, "You & Me Bubblin'", foi lançada como single. Esta versão traz os vocais da boy band francesa LINK-UP.

## Lista de faixas
Versão standard
1. "Stand Up"
2. "Signed, Sealed, Delivered I'm Yours" (featuring Stevie Wonder and Angie Stone)
3. "Taste It"
4. "Guilty"
5. "Bubblin'"
6. "Rock the Night"
7. "When Summer's Gone"
8. "Alive"
9. "I Wanna Know"
10. "Back It Up"
11. "Breathe Easy"
12. "Walk Away"
13. "Where You Want Me"
14. "How's a Man Supposed to Change?"
15. "No Goodbyes"

## Paradas
| Paradas (2003–2004)                    | Posição mais alta |
| -------------------------------------- | ----------------- |
| Australian Albums (ARIA)               | 93                |
| Austrian Albums (Ö3 Austria Top 40)    | 13                |
| Belgian Albums (Ultratop Flanders)     | 24                |
| Danish Albums (IFPI)                   | 27                |
| Dutch Albums (MegaCharts)              | 24                |
| Europe (Eurochart Hot 100)             | 5                 |
| French Albums (SNEP)                   | 97                |
| German Albums (Media Control Charts)   | 8                 |
| Greek Albums (IFPI)                    | 5                 |
| Hungria (MAHASZ)                       | 37                |
| Irish Albums (IRMA)                    | 9                 |
| Italian Albums (FIMI)                  | 7                 |
| Japanese Albums (Oricon)               | 4                 |
| Japanese International Albums (Oricon) | 1                 |
| New Zealand Albums (RIANZ)             | 25                |
| Scottish Albums (OCC)                  | 3                 |
| Spanish Albums (PROMUSICAE)            | 80                |
| Swedish Albums (Sverigetopplistan)     | 55                |
| Swiss Albums (Swiss Hitparade)         | 12                |
| Turkish Albums (Nielsen SoundScan)     | 29                |
| UK Albums (OCC)                        | 1                 |

| Parada (2003)        | Posição |
| -------------------- | ------- |
| UK Albums Chart      | 29      |
| Parada (2004)        | Posição |
| Italian Albums Chart | 16      |
| Swiss Albums Chart   | 100     |